# Virginie Géo-Rémy
Virginie Géo-Rémy née à Paris le 23 août 1846 et morte à Nantes le 26 décembre 1924 est une peintre et pastelliste française.

## Biographie
Née à Paris le 23 août 1846, Virginie Géo-Rémy est la fille de Georges Rémy, dit Géo-Rémy (Paris, 1825 - Nantes, 1871), artiste peintre et de Virginia France Pongérard (Londres, 1822 - Mauves-sur-Loire, 1893), linguiste. Elle est élève de son père, puis de Jules-Élie Delaunay et de Charles Chaplin.

### Carrière artistique

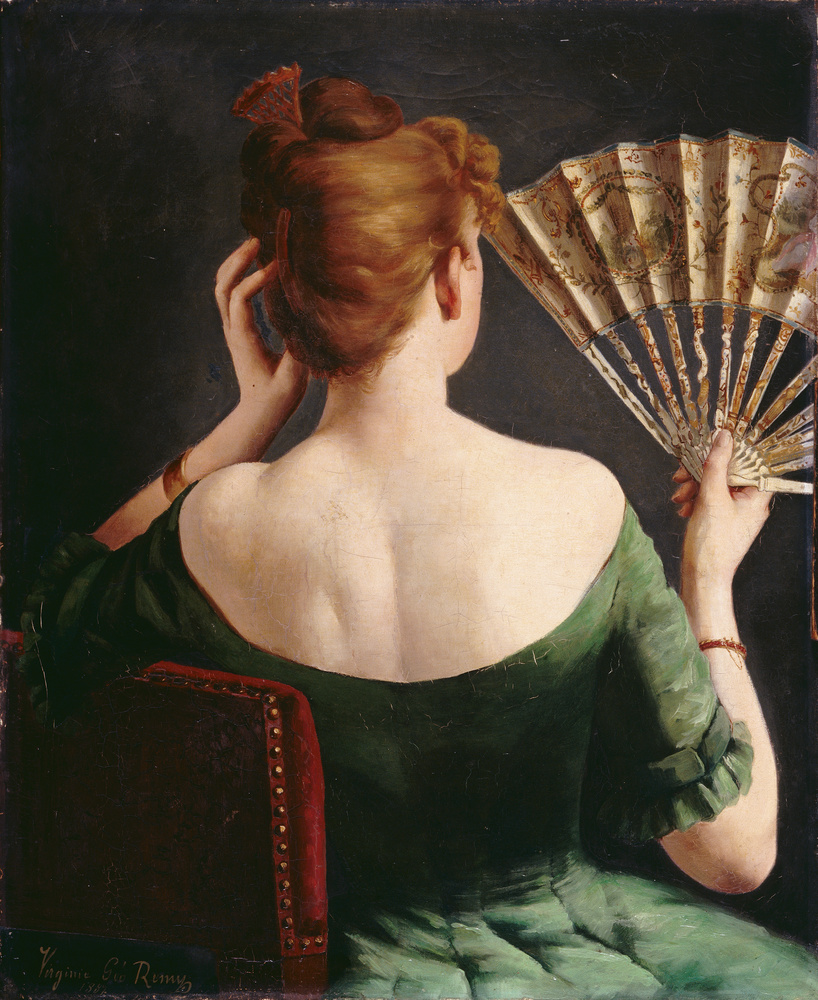
L'Éventail de grand-mère, 1887, musée d'Arts de Nantes.

Elle expose ses œuvres à Nantes partir de 1873. Elle participe à toutes les expositions des Amis des arts de Nantes entre 1890 et 1914 ; elle y expose surtout des portraits et se fait remarquer dans la technique du pastel. Elle présente également ses œuvres dans d'autres salons en région, où elle obtient régulièrement des prix : Le Havre, Tours (3e médaille de peinture en 1881), Brest, Rennes (3e médaille en 1887), Vannes, Angers. Elle participe à deux reprises, en 1882 et 1889, au Salon des artistes français. En 1887 son tableau, L'éventail de grand mère est exposé au salon de Rennes et remporte le plus haut prix du salon.
En 1876, elle obtient une commande de l'État pour une copie de La Charité d'Andrea del Sarto. Cette peinture appartient aux collections du Cnap ; elle est depuis 1876 en dépôt à l'hôpital militaire de Bayonne. Une autre copie d'après L'Assomption de la Vierge de Nicolas Poussin, achetée en 1873, est en dépôt à la mairie de Turriers.

### Enseignement
Parallèlement à sa carrière de peintre, Virginie Géo-Rémy enseigne le dessin et la peinture à partir de 1874 à Nantes. En 1898, elle est nommée officier d'Académie et en 1909, officier de l'Instruction publique.
En 1904, elle est nommée professeure de dessin à l'école régionale des beaux-arts de Nantes, où elle enseigne la perspective à vue, la bosse, la tête et l'ornement dans la section des jeunes filles. Elle prend sa retraite en 1923 pour raisons de santé.
Elle meurt à Nantes, à son domicile 9, rue de Briord le 26 décembre 1924.

## Œuvres dans les collections publiques
- Nantes, musée d'Arts :
  - Portrait d'homme, 1890, huile sur toile[19] ;
  - Portrait de la mère de l'artiste, 1886, huile sur toile[19] ;
  - L'Éventail de grand-mère, 1887, huile sur toile[19] ;
  - Petit commerce, pastel[19]
- Rennes, musée des Beaux-Arts : deux œuvres qui ont très probablement disparues lors de l'incendie du musée à la suite des bombardements de 1941.

## Salons
- Salon des artistes français de 1882 : Portrait de Mme D. (no 1158)[4].
- Salon des artistes français de 1889 : Portrait de Mme G.R. (no 1143)[4].